# Talicada annamitica
Talicada annamitica är en fjärilsart som beskrevs av Adalbert Seitz 1924. Talicada annamitica ingår i släktet Talicada och familjen juvelvingar. Inga underarter finns listade i Catalogue of Life.